# Tyta luctuosa
Tyta luctuosa (лат.) — вид бабочек из семейства Erebidae.
Вид встречается в большей части Европы, Азии и в Северной Африке.
Взрослая бабочка достигает в длину 11 мм, тёмно-коричневой окраски с одним большим белым пятном на каждом крыле. Размах крыльев 22—26 мм.
В год появляется два поколения, в тёплых регионах может быть и третье поколение. Самка откладывает 400—500 яиц. Гусеница коричневого цвета. Питается зелёными листьями и цветами полевых трав. Завезён в США для борьбы с инвазионным вьюнком полевым (Convolvulus arvensis).